# Aminoglikozid N3'-acetiltransferaza
Aminoglikozid 3'-acetiltransferaza (EC 2.3.1.81, 3'-aminoglikozidna acetiltransferaza, 3-N-aminoglikozidna acetiltransferaza) je enzim sa sistematskim imenom acetil-KoA:2-dezoksistreptamin-antibiotik 3'-acetiltransferaza. Ovaj enzim katalizuje sledeću hemijsku reakciju
acetil-KoA + 2-dezoksistreptamin antibiotik {\displaystyle \rightleftharpoons } KoA + N3'-acetil-2-dezoksistreptamin antibiotik
Ovaj enzim se razlikuje od enzima EC 2.3.1.60, gentamicin 3'-N-acetiltransferaze. Širok opseg antibiotika koji sadrže 2-dezoksistreptaminski prsten mogu deluju kao akceptori, uključujući gentamicin, kanamicin, tobramicin, neomicin and apramicin.

## Literatura
- Nicholas C. Price; Lewis Stevens (1999). Fundamentals of Enzymology: The Cell and Molecular Biology of Catalytic Proteins (Third изд.). USA: Oxford University Press. ISBN 019850229X.
- Eric J. Toone (2006). Advances in Enzymology and Related Areas of Molecular Biology, Protein Evolution (Volume 75 изд.). Wiley-Interscience. ISBN 0471205036.
- Branden C; Tooze J. Introduction to Protein Structure. New York, NY: Garland Publishing. ISBN 0-8153-2305-0.
- Irwin H. Segel. Enzyme Kinetics: Behavior and Analysis of Rapid Equilibrium and Steady-State Enzyme Systems (Book 44 изд.). Wiley Classics Library. ISBN 0471303097.

## Spoljašnje veze
- Aminoglycoside+N3'-acetyltransferase на 